# Gornja Radnja
Gornja Radnja (szerbül: Горња Радња), település Bosznia-Hercegovinában, a Szerb Köztársaságban, Teslić községben. 

## Fekvése
A település Bosznia-Hercegovina középső részének északi szélén, Dobojtól légvonalban 22, közúton 31 km-re nyugat-délnyugatra, községközpontjától légvonalban 8, közúton 11 km-re északnyugatra fekvő dombvidéken, 260-380 méteres magasságban található. 

## Népessége
| Nemzetiségi csoport | Népesség 1991 | Népesség 2013 |
| ------------------- | ------------- | ------------- |
| Szerb               | 1009          | 530           |
| Bosnyák             | 0             | 0             |
| Horvát              | 7             | 4             |
| Jugoszláv           | 11            | 0             |
| Egyéb               | 6             | 10            |
| Összesen            | 1033          | 544           |

## Története
A település 1878-ig tartozott az Oszmán Birodalomhoz, ekkor a berlini kongresszus határozata alapján az Osztrák-Magyar Monarchia része lett. 1879-ben az első osztrák-magyar népszámlálás során a Tešanji járáshoz és Stanari községhez tartozó településnek 34 háztartása és 298 ortodox lakosa volt. 1910-ben a Tešanji járáshoz tartozó településen 57 háztartást, 458 ortodox és 4 muszlim lakost találtak. A monarchia szétesésével 1918-ban előbb a Szerb-Horvát-Szlovén Királyság, majd 1929-től a Jugoszláv Királyság része lett. 1921-ben a Tešanji járáshoz tartozó községnek 447 lakosa volt, mind ortodox szerbek. Az 1929-es törvény értelmében, amikor Bosznia-Hercegovinát négy banovinára, Drinskára, Vrbaskára, Zetskára és Primorskára osztották, a település a Vrbaska banovina része lett, amelynek székhelye Banja Luka volt. 
Jugoszlávia megszállása után a Független Horvát Állam (NDH) része lett. A második világháború után 1992-ig a település a szocialista Jugoszlávia keretében a Bosznia-Hercegovinai Népköztársaság része volt. A boszniai háborút lezáró daytoni békeszerződés rendelkezése alapján az ország területét felosztották a Bosznia-hercegovinai Föderáció és a boszniai Szerb Köztársaság között. A háború utáni területmegosztáskor a Szerb Köztársaság területéhez és Teslić községhez csatolták.

## Nevezetességei
Szent Lázár fejedelem nagymártír tiszteletére szentelt pravoszláv temploma. A templom mérete 14x18 méter. Az építkezés 1991-ben kezdődött Dragan Toprek, a Gornja Radnja-i születésű, Szarajevóban élő mérnök terve alapján. Az építkezés 2008-ig tartott, amikor a templom teljesen elkészült és ki lett festve. A templomot Zvornik-Tuzla püspöke, Vasilije szentelte fel 2008. augusztus 10-én. Az očausi származású, jelenleg Belgrádban élő, Dušan Đukarić festette ki bizánci stílusban. A tölgyfa ikonosztázt az očausi Đuro Đukarić készítette.